# Simone Iacoponi
Simone Iacoponi (Pontedera, 30 aprile 1987) è un calciatore italiano, difensore del Valentino Mazzola.

## Caratteristiche tecniche
Può giocare sia da difensore centrale che da terzino destro e sinistro.

## Carriera

### Empoli, i prestiti ed il trasferimento all'Entella
Nella stagione 2006-2007 esordisce in Serie A con la maglia dell'Empoli, con cui disputa una partita; l'anno successivo fa ancora parte della rosa della squadra toscana, con cui non gioca nessuna partita di campionato, disputando invece una partita in Coppa UEFA. Nella stagione 2008-2009 viene ceduto in prestito prima al Monza (in Lega Pro Prima Divisione) e, dopo aver giocato 3 partite con i brianzoli, da gennaio 2009 al CuoioCappiano, in Lega Pro Seconda Divisione. Dopo questi prestiti torna all'Empoli, dove nella stagione 2009-2010 esordisce in Serie B, disputando 6 partite nel campionato cadetto. Nella stagione 2010-2011 gioca invece da titolare in Prima Divisione con il Foligno, con cui segna anche il suo primo gol in carriera in campionati professionistici. Dal 2011 a gennaio 2014 gioca invece nel Südtirol, sempre in Prima Divisione, per poi passare all'Entella con cui vince il campionato conquistando la promozione in Serie B. Nella stagione 2014-2015 gioca in Serie B con i biancocelesti segnando 2 gol in 40 presenze in campionato e disputando 2 ulteriori partite nei play-out contro il Modena, al termine dei quali la squadra ligure retrocede in Lega Pro venendo poi riammessa in estate. Ad agosto è costretto ad un'operazione al menisco esterno. Torna in campo già il 22 settembre 2015 nel corso di Entella-Cagliari 1-3 ma a inizio ottobre in allenamento si procura una lesione di secondo grado a livello della giunzione miotendinea del gemello mediale per cui è costretto a un mese di stop. In questa stagione gioca 29 partite e segna 2 gol mentre in quella seguente gioca 25 partite tra Serie B e Coppa Italia raggiungendo le 100 presenze con l'Entella. Complessivamente con i biancocelesti in 3 anni ha messo insieme 111 presenze e 6 gol tra campionato e Coppa Italia.

### Parma
Il 31 gennaio 2017 viene ceduto al Parma, in Lega Pro; con gli emiliani diviene subito titolare in difesa, e ottiene la promozione in Serie B al termine dei play-off e, nella stagione successiva, la promozione in Serie A grazie al secondo posto in classifica ottenuto nel campionato di Serie B.
In massima serie viene confermato come titolare, giocando tutte le 38 partite dei ducali, che a fine anno raggiungono la salvezza, venendo impiegato sia da terzino destro che da difensore centrale.
Il 24 novembre 2019 segna il primo gol in Serie A nella partita Bologna-Parma, finita 2-2.
Dopo due anni da titolare nella massima serie, nella stagione 2020-2021 scende in campo 16 volte e poi, dopo la retrocessione in Serie B, finisce ai margini della rosa, non venendo neppure inserito nelle liste per il campionato dal club; il 1º febbraio 2022, scioglie ufficialmente ogni vincolo contrattuale con la formazione ducale 

### Teramo, Roma City ed Aglianese
L'11 febbraio 2022 si accasa al Teramo, club di Serie C; dopo 11 presenze rimane svincolato. Nel dicembre del 2022 si accasa al Roma City, club militante nel campionato di Serie D.
Il 7 agosto 2023 passa all’Aglianese, sempre in Serie D.

## Statistiche

### Presenze e reti nei club
Statistiche aggiornate al 22 maggio 2024.
| Stagione              | Squadra               | Campionato            | Campionato | Campionato | Coppe nazionali | Coppe nazionali | Coppe nazionali | Coppe continentali | Coppe continentali | Coppe continentali | Altre coppe | Altre coppe | Altre coppe | Totale | Totale |
| Stagione              | Squadra               | Comp                  | Pres       | Reti       | Comp            | Pres            | Reti            | Comp               | Pres               | Reti               | Comp        | Pres        | Reti        | Pres   | Reti   |
| --------------------- | --------------------- | --------------------- | ---------- | ---------- | --------------- | --------------- | --------------- | ------------------ | ------------------ | ------------------ | ----------- | ----------- | ----------- | ------ | ------ |
| 2006-2007             | Empoli                | A                     | 1          | 0          | CI              | 4               | 1               | -                  | -                  | -                  | -           | -           | -           | 5      | 1      |
| 2007-2008             | Empoli                | A                     | 0          | 0          | CI              | 0               | 0               | CU                 | 1                  | 0                  | -           | -           | -           | 1      | 0      |
| 2008-gen. 2009        | Monza                 | 1D                    | 5          | 1          | CI+CI-LP        | 2+3             | 0               | -                  | -                  | -                  | -           | -           | -           | 10     | 1      |
| gen.-giu. 2009        | CuoioCappiano         | 2D                    | 13+2       | 0          | CI-LP           | 0               | 0               | -                  | -                  | -                  | -           | -           | -           | 15     | 0      |
| 2009-2010             | Empoli                | B                     | 6          | 0          | CI              | 1               | 0               | -                  | -                  | -                  | -           | -           | -           | 7      | 0      |
| Totale Empoli         | Totale Empoli         | Totale Empoli         | 7          | 0          |                 | 5               | 1               |                    | 1                  | 0                  |             | -           | -           | 13     | 1      |
| 2010-2011             | Foligno               | 1D                    | 29+2       | 1          | CI+CI-LP        | 0               | 0               | -                  | -                  | -                  | -           | -           | -           | 31     | 1      |
| 2011-2012             | Südtirol              | 1D                    | 31         | 1          | CI-LP           | 0               | 0               | -                  | -                  | -                  | -           | -           | -           | 31     | 1      |
| 2012-2013             | Südtirol              | 1D                    | 31+2       | 4+1        | CI+CI-LP        | 0+1             | 0               | -                  | -                  | -                  | -           | -           | -           | 34     | 5      |
| 2013-gen. 2014        | Südtirol              | 1D                    | 14         | 1          | CI+CI-LP        | 2+1             | 0               | -                  | -                  | -                  | -           | -           | -           | 17     | 1      |
| Totale Südtirol       | Totale Südtirol       | Totale Südtirol       | 76+2       | 6+1        |                 | 4               | 0               |                    | -                  | -                  |             | -           | -           | 82     | 7      |
| gen.-giu. 2014        | Virtus Entella        | 1D                    | 13         | 1          | CI+CI-LP        | 0               | 0               | -                  | -                  | -                  | SL-PD       | 0           | 0           | 13     | 1      |
| 2014-2015             | Virtus Entella        | B                     | 40+2       | 2          | CI              | 2               | 0               | -                  | -                  | -                  | -           | -           | -           | 44     | 2      |
| 2015-2016             | Virtus Entella        | B                     | 29         | 2          | CI              | 0               | 0               | -                  | -                  | -                  | -           | -           | -           | 29     | 2      |
| 2016-gen. 2017        | Virtus Entella        | B                     | 23         | 1          | CI              | 2               | 0               | -                  | -                  | -                  | -           | -           | -           | 25     | 1      |
| Totale Virtus Entella | Totale Virtus Entella | Totale Virtus Entella | 105+2      | 6          |                 | 4               | 0               |                    | -                  | -                  |             | -           | -           | 111    | 6      |
| gen.-giu. 2017        | Parma                 | LP                    | 15+6       | 1          | CI-LP           | 0               | 0               | -                  | -                  | -                  | -           | -           | -           | 21     | 1      |
| 2017-2018             | Parma                 | B                     | 40         | 1          | CI              | 1               | 0               | -                  | -                  | -                  | -           | -           | -           | 41     | 1      |
| 2018-2019             | Parma                 | A                     | 38         | 0          | CI              | 1               | 0               | -                  | -                  | -                  | -           | -           | -           | 39     | 0      |
| 2019-2020             | Parma                 | A                     | 36         | 2          | CI              | 2               | 1               | -                  | -                  | -                  | -           | -           | -           | 38     | 3      |
| 2020-2021             | Parma                 | A                     | 16         | 0          | CI              | 2               | 0               | -                  | -                  | -                  | -           | -           | -           | 18     | 0      |
| 2021-feb. 2022        | Parma                 | B                     | 0          | 0          | CI              | 0               | 0               | -                  | -                  | -                  | -           | -           | -           | 0      | 0      |
| Totale Parma          | Totale Parma          | Totale Parma          | 151        | 4          |                 | 6               | 1               |                    | -                  | -                  |             | -           | -           | 157    | 5      |
| feb.-giu. 2022        | Teramo                | C                     | 11         | 0          | CI-C            | 0               | 0               | -                  | -                  | -                  | -           | -           | -           | 11     | 0      |
| dic. 2022-2023        | Roma City             | D                     | 18+1       | 0          | CI-D            | 0               | 0               | -                  | -                  | -                  | -           | -           | -           | 19     | 0      |
| 2023-2024             | Aglianese             | D                     | 26         | 0          | CI-D            | 2               | 0               | -                  | -                  | -                  | -           | -           | -           | 28     | 0      |
| Totale carriera       | Totale carriera       | Totale carriera       | 450        | 19         |                 | 26              | 2               |                    | 1                  | 0                  |             | 0           | 0           | 477    | 21     |

## Palmarès

### Club

#### Competizioni nazionali
- Lega Pro Prima Divisione: 1

Virtus Entella: 2013-2014 (girone A)